# C/1999 S4 (LINEAR)
C/1999 S4 (LINEAR) war ein Komet, von dem erwartet wurde, dass er im Juli 2000 mit bloßem Auge beobachtet werden könnte. Bei seiner Annäherung an die Sonne begann er jedoch, sich aufzulösen und zerfiel schließlich vollständig, so dass er letztendlich nur mit optischen Hilfsmitteln beobachtet werden konnte.

## Entdeckung und Beobachtung
Am 27. September 1999 wurde im Rahmen des Projekts LINEAR in New Mexico mit einem 1-m-Teleskop ein sich ungewöhnlich bewegendes Objekt entdeckt. Weitere Aufnahmen an den nächsten Tagen und an verschiedenen Observatorien bestätigten, dass es sich um einen Kometen handelte. Seine Helligkeit lag bei etwa 17 mag und er war noch etwa 4,3 AE von der Sonne und 4,0 AE von der Erde entfernt.
Erste Bahnberechnungen durch Brian Marsden gaben Anlass zur Annahme, dass der Komet im Juli 2000 eine Helligkeit bis zu 4 mag erreichen und er somit ein Objekt für das bloße Auge werden könnte. Während der folgenden Monate wurde der Komet langsam heller, gegen Ende des Jahres hatte die Helligkeit etwa 14 mag erreicht und Anfang März 2000 lag sie bei 13,5 mag.
Ende März konnte der Komet nicht weiter beobachtet werden, weil er für Beobachter auf der Erde zu nahe an der Sonne stand. Erst Anfang Mai wurde er wieder von einem japanischen Beobachter in der Morgendämmerung aufgefunden. Anfang Juni berichteten die meisten Beobachter noch von einer Helligkeit von etwa 10 mag, bis Ende des Monats erreichte sie schon 8,5 mag. Die Vorhersagen für die maximale Helligkeit wurden daraufhin auf einen Wert von 4–6 mag um den 22./23. Juli aktualisiert. Am 22. Juni verlangsamte sich zwar die Helligkeitszunahme, aber ein Helligkeitsausbruch um den 5./6. Juli ließ wieder auf eine maximale Helligkeit von 4–5 mag hoffen. Der Ausbruch dauerte jedoch nur wenige Tage und Mitte Juli mussten die Erwartungen auf eine Helligkeit über 6 mag aufgegeben werden. Das Hubble-Weltraumteleskop hatte vom 5. bis 7. Juli Aufnahmen gemacht, die den Helligkeitsausbruch am 6. und das Erscheinen eines sich vom Kometenkern fortbewegenden Bruchstücks am 7. Juli zeigten.
Am 21. Juli hatte der Komet eine Helligkeit von etwa 6,7 mag erreicht und zeigte einen ½–1° langen Staubschweif. Gegen Ende dieses Tages und am folgenden Tag geschah jedoch etwas Ungewöhnliches, der Komet hellte sich bis auf 6 mag auf und zeigte zusätzlich einen hellen, geraden Gasschweif von 1° Länge. Ein heftiges Ereignis musste den Kometenkern betroffen haben, denn in den folgenden Tagen verschwand der Gasschweif wieder, zugleich wurde die Erscheinung des Kometen immer diffuser, die Koma erschien in die Länge gezogen und die Helligkeit nahm schneller ab als erwartet. Am 2. August war von der Erde nur noch eine neblige Wolke mit einer Helligkeit von 9 mag zu erkennen.
Das Hubble-Weltraumteleskop beobachtete den Kometen wieder am 5. August. Es fand dort, wo der Komet sein sollte, nur noch über ein Dutzend kleine Bruchstücke in einer Wolke von Staub. Am folgenden Tag konnten mit dem Very Large Telescope (VLT) am Paranal-Observatorium in Chile 16 Bruchstücke festgestellt werden. Ihre Größe wurde auf 50–120 m geschätzt. Weitere Aufnahmen mit dem VLT am 7. und 12. August zeigten keine kompakten Bruchstücke mehr, so dass der finale Auflösungsprozess offensichtlich sehr rasch voranschritt. Zwei Wochen nach der letzten Beobachtung der Fragmente konnte noch einmal der übriggebliebene Staubschweif des Kometen beobachtet werden.

## Wissenschaftliche Auswertung
Da der Komet sowohl vor, während und nach seinem Zerfall intensiv beobachtet werden konnte, bot er die Gelegenheit zu einem genauen Studium seines Ursprungs, seines inneren Aufbaus und der Ursachen seines Zerfalls und wurde dadurch für die Forschung zum interessantesten Kometen des Jahres. Bereits vor seiner endgültigen Auflösung vermutete Zdenek Sekanina, dass der Komet ein nachfolgendes Bruchstück eines wesentlich massiveren Kometen war, der sich auf derselben Umlaufbahn bewegte, aber schon längere Zeit (Jahrhunderte?) zuvor sein Perihel erreichte und dabei möglicherweise unbeobachtet blieb, und da nachfolgende Bruchstücke größerer Kometen generell dazu tendieren, plötzlich zu zerfallen.
Beobachtungen des Kometen mit den 2-m-Teleskopen des bulgarischen Nationalen Astronomischen Observatoriums und des Pik Terskol Observatoriums in Russland ermöglichten das Erstellen von Helligkeits- und Farbkarten der Staubwolke des Kometen. Durch den Zerfall des Kometen wurde eine große Menge kleiner Partikel freigesetzt, die die Farbe der Koma ins Blaue verschoben. Dasselbe Ergebnis zeigten weitere optische Beobachtungen, die ebenfalls Form- und Farbveränderungen der Koma zwischen dem 28. Juni und dem 1. Juli zeigten, hervorgerufen durch eine große Menge freigesetzter Partikel. Aus Aufnahmen der Koma des Kometen im sichtbaren und infraroten Bereich kurz vor und nach seinem Zerfall konnte beobachtet werden, wie sich die Staubproduktion in zwei Schritten um den Faktor 11 erhöhte: In einem schwächeren Ausbruch um den 18./19. Juli und in einem stärkeren Ausbruch um den 20./21. Juli.
Aufnahmen mit Teleskopen des Roque-de-los-Muchachos-Observatoriums auf den Kanaren dokumentierten die ersten Tage nach dem Zerfall des Kometen. Im Vergleich mit den Zerfallsvorgängen anderer Kometen zeigte sich insgesamt eine große Spannweite im inneren Aufbau der Kometenkerne, der Komet LINEAR scheint eher einen sehr lockeren und instabilen Aufbau besessen zu haben, der sich auflöste, nachdem der größte Teil des Wassers, das die festeren Teile zusammenhielt, verdampft war. Andere Modelle des Zerfallsprozesses gehen von sich ausdehnenden hoch-flüchtigen Gasen aus, die den lockeren Kometenkern zersprengten. Wiederum andere Untersuchungen stellten fest, dass der Komet zwischen Dezember 1999 und März 2000 die Bahnen von sieben bekannten Asteroiden gekreuzt hatte. Kleinere Trümmerstücke dieser Asteroiden entlang ihrer Umlaufbahnen könnten den Kometen getroffen haben und seinen Zerfall ausgelöst oder zumindest dazu beigetragen haben.
Aus einer Analyse photometrischer Messungen und Bildern des Kometen vor und nach seinem Zerfall konnte eine untere Grenze für den Radius des Kometenkerns von 440 m abgeleitet werden. Der Komet war ärmer an Molekülen mit Kohlenstoff-Ketten als andere Kometen und nach dem Zerfall fand sich der größte Teil seiner ursprünglichen Masse in Bruchstücken zwischen 1 mm und 50 m Durchmesser. Aus der Lichtkurve des Kometen vor und nach dem Periheldurchgang konnten charakteristische Parameter bestimmt und mit denen anderer Kometen verglichen werden.
Mit der SWAN-Kamera an Bord des Solar and Heliospheric Observatory (SOHO) wurde die Wasserstoff-Koma des Kometen zwischen Ende Mai und Mitte August 2000 im Ultravioletten beobachtet. Die Produktionsrate von Wasser und die Größe der sonnenbeschienenen Oberfläche des Kometen (mind. 1 km²) konnte daraus abgeleitet werden. Der deutliche Unterschied zu Oberflächenabschätzungen auf anderer Grundlage (nicht-gravitative Beschleunigung) könnte darin begründet liegen, dass der Kometenkern bereits vor dem Zerfallsereignis eine deutlich nicht-sphärische Gestalt (ähnlich einem Pfannkuchen) besaß. Auch spektroskopische Aufnahmen mit dem Near Infra-Red Spektrograph (NIRSPEC) am Keck-Observatorium auf dem Mauna Kea ermöglichten die Ermittlung der Produktionsrate und Kernspin-Temperatur von Wasser. Mit weiteren hochaufgelösten Spektren im Infraroten, die ebenfalls am NIRSPEC, sowie mit dem Cryogenic Near-IR Facility Spectrograph (CSHELL) an der Infrared Telescope Facility (IRTF) auf dem Mauna Kea gewonnen wurden, konnte Methan (CH4) im Kometen nachgewiesen und eine Produktionsrate dargestellt werden. Hochaufgelöste Spektren, die im Juni und Juli 2000 am McDonald-Observatorium aufgenommen wurden, zeigten auch die „verbotenen“ Linien von atomarem Sauerstoff im Licht des Kometen. Am 8. Juli wurde der Komet mit dem Échelle-Spektrographen HIDES am 1,88-m-Teleskop des Okayama Astrophysical Observatory in Japan beobachtet. Die Emissionslinien von NH2 wurden dabei ausgewertet, um ein Modell der Entstehung des NH2-Radikals aus Ammoniak damit zu vergleichen.
Mit einem Spektrografen am 1-m-Teleskop des Selentschuk-Observatoriums in Russland wurden Ende Juli 2000 Spektren des Kometen vor seinem Zerbrechen aufgenommen, in denen die Emissionslinien von C2, C3, CN, NH, CH, NH2, CO+ und H2O+ nachgewiesen werden konnten. Es konnte auch die Geschwindigkeit ermittelt werden, mit der sich zwei sekundäre Fragmente des Kometen voneinander entfernten, sowie die im Zuge der Spaltung freigesetzte Energie, woraus Rückschlüsse auf den Mechanismus der Spaltung gezogen werden konnten. Weitere Beobachtungen erfolgten am 23. Juli mit einem Échelle-Spektrographen am 2-m-Teleskop des Astrophysikalischen Observatoriums Şamaxı in Aserbaidschan. Es konnten die Emissionslinien der schon zuvor bei anderen Untersuchungen festgestellten Substanzen wie C2, CN, NH2 und H2O+ gefunden werden. Darüber hinaus wurden auch Linien polycyclischer aromatischer Kohlenwasserstoffe (PAK), wie Coronen (C24H12), Dibenzo[a,h]anthracen (C22H14), Benzo[ghi]perylen (C22H12), nachgewiesen.
Im Gegensatz zu anderen Kometen aus der Oortschen Wolke, die sich aus interstellarem Eis in der kalten Region der solaren Urwolke jenseits von Uranus bildeten, weist die anders geartete chemische Zusammensetzung des Kometen LINEAR darauf hin, dass er sich wahrscheinlich in der Jupiter-Saturn-Region bildete. Die genauen Vorgänge bei der Bildung des Kometen unter dieser Voraussetzung wurden anschließend noch genauer analysiert.
Auf den bereits erwähnten Aufnahmen des Hubble-Weltraumteleskops vom 5. August und des Very Large Telescope in Chile vom 6. August 2000 wurden wenigstens 16 größere Fragmente des Kometen entdeckt. Photometrische Analysen deuten darauf hin, dass die Größten davon Durchmesser von etwa 100 m hatten. Eine Abschätzung der Masse der Bruchstücke, des Staubschweifs und des sublimierten Wassers konnte erstellt werden. Darüber hinaus zeigten spektroskopische Untersuchungen, dass der Kern wenig gefrorenes Kohlenstoffmonoxid (CO) enthielt, daher scheint diese hochflüchtige Substanz keine Rolle beim Zerfall des Kometen gespielt zu haben.
Polarimetrische Untersuchungen des an den Staubteilchen der Kometenkoma gestreuten Lichts zeigte starke Veränderungen während und nach dem Zerbrechen des Kometenkerns. Derselbe Effekt wurde bei einer vergleichenden Untersuchung beobachtet, bei der polarimetrische Messungen mehrerer zerbrochener Kometen miteinander verglichen wurden. Bei zerbrechenden Kometen wurden dabei keine Unterschiede in der Polarisation im Vergleich zu normalen Kometen gefunden, die völlige Auflösung von C/1999 S4 (LINEAR) zeigte dagegen deutliche Veränderungen in der Polarisation.
Auch das Auftreten von Zirkularpolarisation wurde während des Zerfalls des Kometen festgestellt. Es konnten dabei Zusammenhänge zwischen dem Grad der Zirkularpolarisation, der visuellen Helligkeit, der Produktionsrate von Wasser und der linearen Polarisation festgestellt werden.
Von März bis August April 2000 wurde der Komet mit dem 30-m-Radioteleskop des Instituts für Radioastronomie im Millimeterbereich (IRAM) in Spanien beobachtet, im Juli zusätzlich mit dem 100-m-Radioteleskop Effelsberg. Basierend auf den Messergebnissen wurden Betrachtungen über die mögliche Größe des Kometenkerns vor seinem Zerfall angestellt. Als sehr grobe Abschätzung wurde ein möglicher Durchmesser von 900 m und eine Masse von 400 Mio. t angenommen. Am Hat-Creek-Radioobservatorium und am Owens Valley Radio Observatory (OVRO) in Kalifornien wurden im Juli 2000 unmittelbar vor dem Zerbrechen des Kometen schwache Signaturen von Cyanwasserstoff (HCN) in der Koma festgestellt. Zusammen mit Messergebnissen vom IRAM konnte die räumliche Verteilung der Emission von HCN innerhalb eines Radius von 1300 bis 19.000 km um den Kometen aufgestellt werden. Auch während seines Zerfalls wurde die Gasproduktion des Kometen mit Radioteleskopen untersucht. Die Häufigkeit von HNC, Formaldehyd (H2CO), Schwefelwasserstoff (H2S) und CS relativ zu Wasser war vergleichbar mit anderen Kometen, allerdings waren Methanol (CH3OH) und CO nur gering vorhanden.
Mit dem Chandra-Röntgenteleskop wurden Emissionslinien im Röntgenbereich beobachtet, die durch Ladungsaustausch zwischen Ionen des Sonnenwindes und neutralen Gasen in der Kometenkoma entstanden. Eine zur gleichen Zeit über einen Zeitraum von 7 Tagen mit dem Extreme Ultraviolet Explorer aufgenommene Lichtkurve weicher Röntgenstrahlen zeigte einen starken Anstieg der vom Kometen ausgehenden Strahlung in Verbindung mit einem Sonnenflare am 14. und 15. Juli 2000. Nach dem Zerfall des Kometen wurden mit Chandra am 1. August weitere Messungen der Röntgen-Emissionen des Trümmerfeldes unternommen. Es zeigte sich, dass die Beobachtungen von Kometen im Röntgenlicht als ein Werkzeug für das Studium der Zusammensetzung des Sonnenwindes dienen können.

## Umlaufbahn
Für den Kometen konnte aus 1230 Beobachtungsdaten über einen Zeitraum von etwa 10 Monaten eine hyperbolische Umlaufbahn bestimmt werden, die um rund 149° gegen die Ekliptik geneigt ist. Die Bahn des Kometen stand damit schräg gestellt zu den Bahnen der Planeten und er durchlief seine Bahn gegenläufig (retrograd) zu ihnen. Im sonnennächsten Punkt (Perihel), den der Komet am 26. Juli 2000 durchlaufen hat, war er noch etwa 114,5 Mio. km von der Sonne entfernt und befand sich damit im Bereich zwischen den Umlaufbahnen der Venus und der Erde. 
Bevor er den Bereich der kleinen Planeten erreichte, war er bereits am 16. Juli 1999 in etwa 5 ½ AE Distanz am Saturn und am 4. Januar 2000 in etwa 2 ½ AE Abstand am Jupiter vorbeigegangen. Am 2. April näherte er sich dem Mars bis auf etwa 143,4 Mio. km, den geringsten Abstand zur Erde erreichte er am 22. Juli mit etwa 55,7 Mio. km (0,37 AE). An die anderen kleinen Planeten fanden keine nennenswerten Annäherungen statt.
Nach den Bahnelementen, wie sie in der JPL Small-Body Database angegeben sind und die auch nicht-gravitative Kräfte auf den Kometen berücksichtigen, hätte sich der Komet lange vor dem Erreichen des inneren Sonnensystems auf einer Bahn mit einer Exzentrizität sehr nahe bei 1,000 bewegt. Die Ausgangsdaten lassen darüber hinaus keine sichere Aussage über die ursprüngliche Bahnform des Kometen zu.
In einer Untersuchung aus dem Jahr 2020 konnte M. Królikowska dann unter Verwendung verschiedener Modelle unterschiedliche Sätze von Bahnelementen für den Kometen bestimmen. Seine Bewegung war stark von nicht-gravitativen Kräften bestimmt. Zur Beschreibung seiner Bahn lange vor seiner Annäherung an die Sonne bevorzugt sie jedoch ein rein gravitatives Modell (Modell „n7“) unter Verwendung von insgesamt 1116 Beobachtungen des Kometen über einen Zeitraum von etwas über neun Monaten (bevor er erste Zerfallserscheinungen zeigte), welches ergibt, dass er sich am wahrscheinlichsten auf einer elliptischen Bahn mit einer Exzentrizität von 0,9999953 und einer Großen Halbachse von etwa 136.000 AE (Unsicherheit ±23 %) bewegte. Es handelte sich definitiv um einen „dynamisch neuen“ Kometen aus der Oortschen Wolke, der zum ersten Mal in Sonnennähe kam.